# أبو زكريا الأزدي
يزيد بن محمد بن إياس، أبو زكريا الأزدي (توفي 334 هـ / 946 م) هو مؤرخ من أهل الموصل. له «طبقات محدثي الموصل»، وهو مخطوط في دار الكتب (2475 تاريخ) باسم «تاريخ الموصل» أخذ عنه ياقوت وغيره من المؤرخين.